# Alcea rhyticarpa
Alcea rhyticarpa là một loài thực vật có hoa trong họ Cẩm quỳ. Loài này được (Trautv.) Iljin mô tả khoa học đầu tiên năm 1949.